# Johan Joakim Beckman

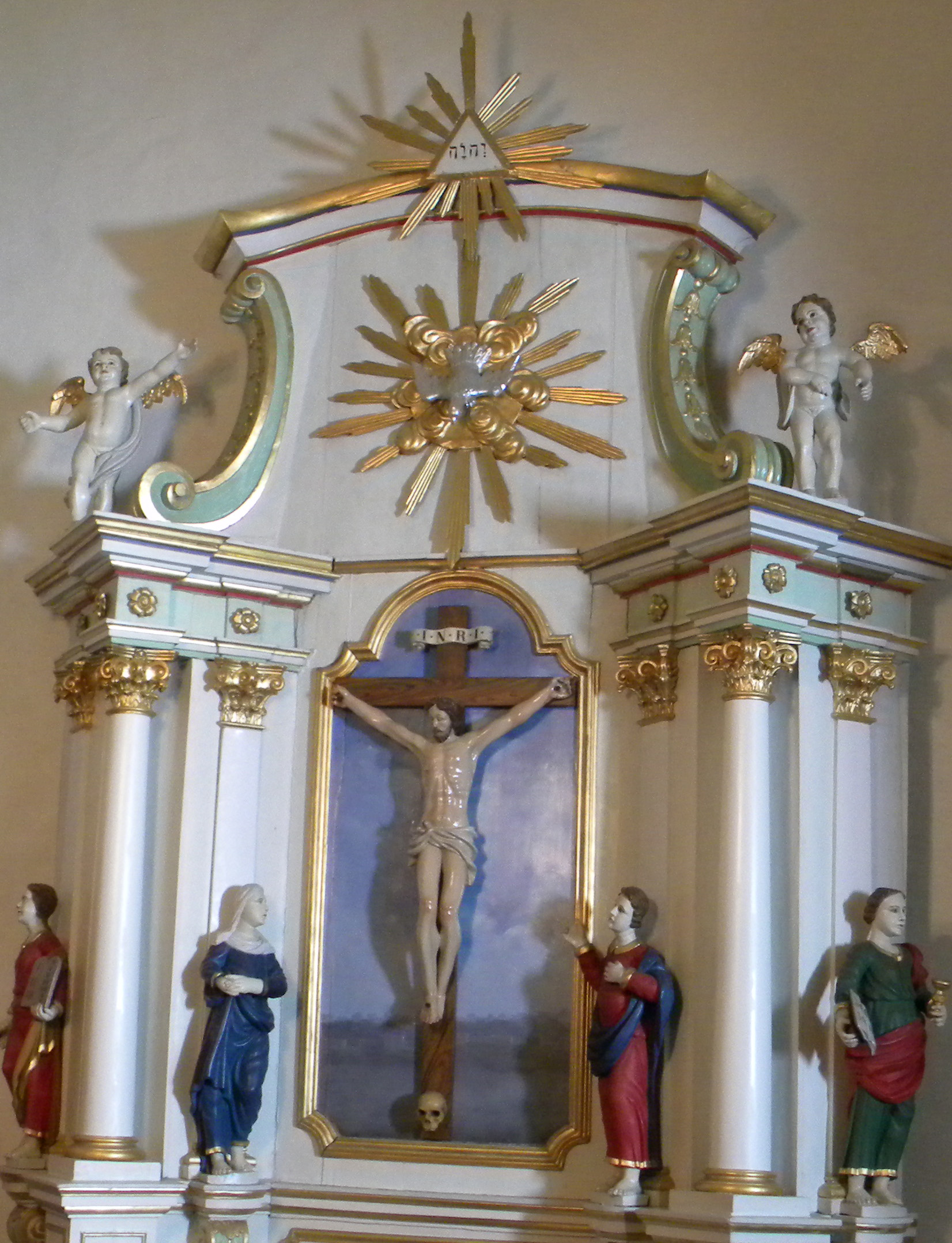
Altaruppsatsen i Veinge kyrka, utförd av Johan Joakim Beckman 1770.

Johan Joakim Beckman, född 1697, död 29 januari 1787 i Göteborg, var en svensk bildhuggare.
Beckman var verksam som bildhuggare och målare, huvudsakligen i västra Sverige. Han var under långa perioder i tvist med Göteborgs Målareämbete som ansåg att Beckman målade arbeten utan tillstånd. Bland hans arbeten märks en altaruppsats för Ysby kyrka och en predikstol och en altaruppsats för Veinge kyrka i Halland.
Han var gift med Maria Elisabeth Jörgensson (död 1752). Dottern Sara Elisabeth Beckman (1749-1776) var gift från 1770 till sin död med guld- och silversmeden Bengt Hafrin. Familjen Beckman bodde på Kyrkogatan i Göteborg.